# Idiopatisk intrakraniell hypertension
Idiopatisk intrakraniell hypertension (förkortat IIH) är ett tillstånd som kännetecknas av för högt tryck i centrala nervsystemet utan att man finner någon orsak till detta. Trycket ligger i allmänhet kring 25–45 cm vatten mot normalt under 20 cm vatten. Ofta har patienten förändringar i ögonbotten, så kallat papillödem, på grund av att det ökade trycket påverkar synnerven. Symtomen är framför allt huvudvärk, men även synförändringar (synnedsättning, dubbelseende, övergående synfenomen) är vanligt. Andra symptom som kan förekomma är kräkningar, tinnitus, nackvärk, ljuskänslighet och i sällsynta fall vakenhetssänkning.

## Behandling
Den traditionella behandlingen består i att återställa trycket i centrala nervsystemet genom upprepade lumbalpunktioner [källa behövs]. Det vanligaste läkemedlet som används är acetazolamid. Traditionellt har man även behandlat sjukdomen med kortison, men hittills finns inget bevis för att denna behandling hjälper. Ibland används kompletterande behandling med smärtstillande läkemedel mot huvudvärken. Förutom läkemedelsbehandling har man prövat olika former av kirurgisk behandling, bland annat shuntning. Vid övervikt anses viktnedgång kunna förbättra symtomen. VIktnedgång cirka 6-10% av den ursprungliga vikten är tillräckligt för de flesta patienterna för att komma i remission. Topiramat är en till läkemedel som används vid IIH. Topiramat är en medicin som används mot epilepsi men används ofta även mot migrän och den tolereras bättre än acetacolamid. 

## Förekomst och orsaker
Orsaken till sjukdomen är okänd. Den är överrepresenterad bland kraftigt överviktiga personer, främst kvinnor. I amerikansk statistik har man funnit att sjukdomen drabbar 19–21 personer per 100 000 och år bland unga, överviktiga kvinnor och 1–2 personer per 100 000 i normalbefolkningen.. Tillståndet är godartat men vid långvarig sjukdom finns risk för permanent synnedsättning.